# رابرت بیدران
رابرت بیدران (انگلیسی: Robert Biedroń؛ زادهٔ ۱۳ آوریل ۱۹۷۶) سیاست‌مدار فعال حقوق دگرباشی جنسی، عضو سابق مجلس لهستان، شهردار سابق سووپسک و اهل لهستان است. وی قبلتر عضو حزب دموکراسی سوسیال جمهوری لهستان و عضو اتحاد دموکراتیک چپ بود. وی در فوریه ۲۰۱۹ حزب بهار را پایه‌گذاری کرد و در ۲۶ مه ۲۰۱۹ به عنوان عضو پارلمان اروپا از حزبش انتخاب شد.

## جوایز
The Rainbow Laurel (2000)
عنوان "مرد رنگین کمانی" (2004)

تمایز در رتبه بندی 10 بهترین نماینده مجلس هفته نامه پولیتیکا در میان روزنامه نگاران پارلمانی لهستان به دلیل تلاش، فرهنگ و مشارکت در کار کمیته عدالت (2014)
جایزه آنا لازوک رادیو توک اف ام (2015).

جایزه تنوع کنگره زنان (2016)

رتبه هشتم در رده بندی بهترین شهرداران شهر توسط نیوزویک (2016)

نشان ملی شایستگی فرانسه (2016)

رتبه سیزدهم در رده بندی بهترین شهرداران شهر نیوزویک (2017)

جایزه ویژه تاج برابری ارائه شده توسط کمپین علیه همجنس گرا هراسی (2021)

جوایز Alan Turing LGBTIQ+ Premio ویژه اعطا شده توسط جشنواره Culture Business Pride برای مبارزه برای افراد LGBTIQ+، حقوق و دیده شدن آنها (2022)

"جایزه MEP پارلمان" در رده تنوع، شمول و تاثیر اجتماعی برای کمک و دستاوردها در ارتقای تنوع و شمول در سراسر اروپا (2023) 